# Joyeux
Joyeux är en kommun i departementet Ain i regionen Auvergne-Rhône-Alpes i östra Frankrike. Kommunen ligger  i kantonen Meximieux som ligger i arrondissementet Bourg-en-Bresse. Kommunens areal är 16,58 km². År 2022 hade Joyeux 262 invånare.

## Befolkningsutveckling
Antalet invånare i kommunen Joyeux
Referens: INSEE